# Arkham

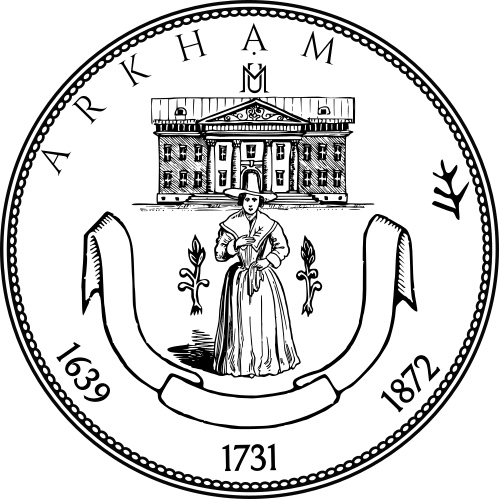

Arkham – fikcyjne miasto w stanie Massachusetts pojawiające się w wielu utworach H.P. Lovecrafta. Wykorzystywali go również następcy pisarza rozwijający mitologię Cthulhu. Tam też bywa osadzona akcja gier nawiązujących do twórczości Lovecrafta, takich jak Zew Cthulhu.
Założone w roku 1692, w latach 20. XX wieku liczy około 22562 mieszkańców. Z przeszłością miasta wiążą się pogłoski o czarownicach i zakazanych praktykach. Poza tym nie odbiega daleko od typowego amerykańskiego miasta. Istnieją pewne podobieństwa Arkham do rodzinnego miasta Howarda Phillipsa Lovecrafta – Providence, na co wskazuje między innymi Marek Wydmuch w przedmowie do pierwszego polskiego wydania Zewu Cthulhu.
W Arkham mieści się Uniwersytet Miskatonic, będący schronieniem dla naukowców o kontrowersyjnych poglądach, prowadzących badania nad tajemniczymi zjawiskami. Ukazuje się lokalna gazeta – Advertiser.
Nie ustalono dokładnej lokalizacji Arkham, lecz na podstawie opowiadań można je zlokalizować na północ od Bostonu.

## Wykorzystywanie nazwy
Ponieważ Arkham kojarzy się z twórczością Lovecrafta, bywa często używane jako część nazw własnych. August Derleth założył wydawnictwo Arkham House popularyzujące utwory Samotnika z Providence.
Nazwa pojawia się również w serii komiksów, filmów kinowych i animowanych Batman będąc lokalizacją szpitala dla psychicznie chorych (Arkham Asylum).
W Polsce fani gry fabularnej Zew Cthulhu wydali 4 numery amatorskiego magazynu Arkham Courier.